# Campanula tatrae
Campanula tatrae — вид квіткових рослин з родини дзвоникових. Батьківщиною цього виду є Карпати — Словаччина, Польща, Румунія, Україна.